# تجزیه‌ویژه یک ماتریس
در جبر خطی، تجزیه‌ویژه (به انگلیسی: Eigendecomposition) که برخی مواقع به آن تجزیه طیفی نیز گفته می شود، فاکتورگیری یک ماتریس به شکل کانونی آن است به گونه ای که ماتریس برحسب مقادیرویژه و بردارویژه‌ هایش نمایش داده شود. تنها ماتریس‌های قطری‌شدنی را می توان به این شکل تجزیه کرد. اگر ماتریس فاکنورگیری شده، نرمال یا متقارن باشد، به تجزیه آن تجزیه طیفی می‌گویند که از نظریه طیفی بدست می‌آید.

## تجزیه ویژه ماتریس
فرض کنید ماتریس A، یک ماتریس {\displaystyle n\times n} با n بردار ویژه‌ی مستقل خطی باشد. این ماتریس را می‌توان به شکل زیر تجزیه کرد:
{\displaystyle A=Q\Lambda Q^{-1}}که در آن Q ماتریس {\displaystyle n\times n} است که i امین ستون آن برابر i امین بردار ویژه ماتریس A است و {\textstyle \Lambda } مارتیسی قطری به طول n است به صورتی که {\displaystyle \Lambda _{ii}=\lambda _{i}} که {\displaystyle \lambda _{i}} i امین مقدار ویژه ماتریس A است. توجه کنید که فقط ماتریس‌های قطری‌شدنی را می‌توان به این شکل تجزیه کرد.

### اثبات تجزیه
فرض کنید A یک ماتریس {\displaystyle n\times n}  است. A قطری شدنی است اگر و تنها اگر بردار‌های ویژه آن پایه‌‌ای برای A باشند. شرط معادل آن این است که ماتریس A، دارای n بردار ویژه مستقل خطی باشد. در این صورت توان اثبات کرد که:
{\displaystyle Aq_{i}=\lambda _{i}q_{i}\Rightarrow AQ=Q\Lambda }
در این جا به دلیل این که بردار‌های ویژه مستقل خطی اند، مارتیس Q وارون پذیر است پس می‌توان نوشت:
{\displaystyle AQ=Q\Lambda \Rightarrow A=Q\Lambda Q^{-1}}

#### مثال
ماتریس {\displaystyle 2\times 2} زیر را در نظر بگیرید ː
{\displaystyle \mathbf {A} ={\begin{bmatrix}-5&-2\\4&1\end{bmatrix}}}
برای محاسبه حالت تجزیه ویژه اولین قدم حساب کردم مقادیر و بردار های ویژه استː 
{\displaystyle {\begin{vmatrix}-5-\lambda &-2\\4&1-\lambda \end{vmatrix}}=0}
{\displaystyle \left(-5-\lambda \right)\left(1-\lambda \right)+8=0\Rightarrow \lambda ^{2}+4\lambda +3=0\Rightarrow \lambda =-1,-3}
با داشتن مقادیر ویژه بردار‌های ویژه را بدست می‌آوریم ː 
{\displaystyle {\begin{cases}{\begin{bmatrix}-5+1&-2\\4&1+1\end{bmatrix}}{\begin{bmatrix}a\\b\end{bmatrix}}={\begin{bmatrix}0\\0\end{bmatrix}}\Rightarrow {\begin{cases}-4a-2b=0\\4a+2b=0\end{cases}}\Rightarrow {\begin{cases}a=1\\b=-2\end{cases}}\\{\begin{bmatrix}-5+3&-2\\4&1+3\end{bmatrix}}{\begin{bmatrix}c\\d\end{bmatrix}}=\Rightarrow {\begin{bmatrix}0\\0\end{bmatrix}}\Rightarrow {\begin{cases}-2a-2b=0\\4a+4b=0\end{cases}}\Rightarrow {\begin{cases}a=1\\b=-1\end{cases}}\end{cases}}}
پس می‌توان ماتریس A را به صورت زیر تجزیه کرد ː
{\displaystyle \mathbf {A} ={\begin{bmatrix}-5&-2\\4&1\end{bmatrix}}={\begin{bmatrix}1&1\\-2&-1\end{bmatrix}}{\begin{bmatrix}-1&0\\0&-3\end{bmatrix}}{\begin{bmatrix}1&1\\-2&-1\end{bmatrix}}^{-1}}

## تجزیه ویژه برای ماتریس‌های خاص
هنگامی که ماتریس A ماتریس نرمال یا متقارن است به تجزیه آن ها تجزیه طیفی می‌گویند که از نظریه طیفی بدست می‌آید.

### ماتریس متقارن
در حالت خاص برای هر ماتریس {\displaystyle n\times n}، می‌توان مقادیر ویژه را به صورتی بدست آورد که دو به دو تعامد داشته باشند. در این حالت می‌توان تجزیه ماتریس را به صورت زیر نوشت‌ ː
{\displaystyle \mathbf {A} =Q\Lambda Q^{T}}
که در آن ماتریس بردار ویژه‌ها Q ماتریسی متعامد ({\displaystyle Q^{T}=Q^{-1}}) و {\displaystyle \Lambda } مارتیس قطری مقادیر ویژه است.